# Aphis euphorbiae
Aphis euphorbiae är en insektsart som beskrevs av Johann Heinrich Kaltenbach 1843. Aphis euphorbiae ingår i släktet Aphis och familjen långrörsbladlöss. Arten är reproducerande i Sverige. Inga underarter finns listade i Catalogue of Life.